# Petrogale burbidgei
Petrogale burbidgei is een zoogdier uit de familie van de kangoeroes (Macropodidae). De wetenschappelijke naam van de soort werd voor het eerst geldig gepubliceerd door Kitchener & Sanson in 1978.

## Kenmerken
P. burbidgei is de kleinste rotskangoeroe. De bovenkant van het lichaam is olijfbruin, de onderkant wit. De kop is roodachtig, net als de bovenarmen en -benen. De bruinachtige staart eindigt in een zwarte borstel. De kop-romplengte bedraagt 300 tot 350 mm, de staartlengte 265 tot 290 mm, de achtervoetlengte 80 tot 92 mm, de oorlengte 30 tot 33 mm en het gewicht 950 tot 1400 g.

## Leefwijze
Deze soort is voornamelijk 's nachts actief en eet grassen en varens. Deze beweeglijke rotskangoeroe vindt beschutting in rotsspleten en grotten.

## Voortplanting
Er worden het hele jaar door jongen geboren, maar het meest in het natte seizoen.

## Verspreiding
Deze soort komt voor langs de kust van de Kimberley (noordelijk West-Australië) en op enkele nabijgelegen eilanden van de Bonaparte Archipelago. Deze soort leeft in open eucalyptusbos op zandsteen. P. burbidgei wordt in Australië aangeduid als "warabi" of "monjon".